# Antelope (Montana)
Antelope – jednostka osadnicza w Stanach Zjednoczonych, w stanie Montana, w hrabstwie Sheridan.